# Souleymane Dembélé
Souleymane Dembélé (Bamako, 3 settembre 1984) è un calciatore maliano, di ruolo centrocampista.

## Carriera

### Club
Ha giocato nel campionato maliano ed in quello marocchino.
Nel corso degli anni ha giocato complessivamente 10 partite nella CAF Champions League.

### Nazionale
Con la Nazionale maliana ha preso parte alla Coppa d'Africa 2008.